# Bachgal
 (décembre 2023).
Si vous disposez d'ouvrages ou d'articles de référence ou si vous connaissez des sites web de qualité traitant du thème abordé ici, merci de compléter l'article en donnant les références utiles à sa vérifiabilité et en les liant à la section « Notes et références ».
Le Bachgal ou Bashgal est une rivière qui coule dans la partie orientale de l'Afghanistan, dans les provinces de Nourestân et de Kounar. C'est un affluent de la rivière Kunar en rive droite, donc un sous-affluent de l'Indus par la Kaboul.

## Géographie
Le Bachgal s'alimente de la fonte des glaciers et des neiges des montagnes de l'Hindou Kouch qui entourent de toute part sa vallée supérieure et celles de ses principaux affluents. Plus bas, au-dessous des hauts sommets, une dense forêt s'est développée, et recouvre, plus ou moins dégradée, la quasi-totalité des versants. L'eau et la forêt abondent partout dans le bassin de la rivière.
Son cours est globalement orienté vers le sud. En fin de parcours, il adopte la direction du sud-est, et finit par se jeter dans la rivière Kunar en rive droite, au niveau de la petite ville de Barikot, juste en aval de la frontière du Pakistan.
Son bassin versant correspond plus ou moins aux districts de Barg-i-Matal et de Kamdech, de la province de Nourestân, et jouxte le territoire pakistanais, plus précisément le district de Chitral de la province pakistanaise de Khyber Pakhtunkhwa.

## Population
Les habitants de son bassin sont essentiellement des Nouristanis. La population de ce bassin, à l'exclusion de Barikot sur la Kunar, n'excédait guère 26 000 habitants en 2006.

## Localités principales traversées
- Barg-i-Matal, Kamdech, Barikot